# 2 single a nozze - Wedding Crashers
2 single a nozze - Wedding Crashers (Wedding Crashers) è un film del 2005 diretto da David Dobkin e con protagonisti Owen Wilson e Vince Vaughn.
È da notare che la versione italiana del film contiene dei piccoli tagli; inoltre, l'adattamento dei dialoghi ha ammorbidito alcune battute ritenute troppo forti. Nel film compare in un cameo, nel ruolo di sé stesso, John McCain.

## Trama
John e Jeremy sono due grandi amici, entrambi avvocati divorzisti, che amano "imbucarsi" ai matrimoni al fine di usufruire gratuitamente di cibo, divertimenti ma soprattutto per incontrare giovani donne da abbordare, spacciandosi per lontani parenti di uno degli sposi. A un matrimonio conoscono le sorelle della sposa, Gloria e Claire, figlie del segretario al tesoro degli Stati Uniti d'America William Cleary.
Jeremy va a letto con Gloria, la quale inizia sin da subito a mostrarsi appiccicosa con lui, mentre John si innamora a prima vista di Claire; scopre però anche che lei è già impegnata con Sack Lodge e tenta di tutto pur di rompere la loro relazione. Sack, tra le altre cose, la tradisce spesso e volentieri a sua insaputa. Spacciandosi quindi per lontani parenti, vengono invitati dalla famiglia a dormire alla loro casa al lago contro il volere di Jeremy che non intende andare oltre la botta e via con Gloria, che invece gli ha già detto di amarlo e di aver perso la verginità con lui al ricevimento sulla spiaggia. John, approfittandosi di un momento di distrazione dei presenti durante la preghiera, mette gocce di collirio nel vino di Sack, che causeranno a questi un attacco di vomito, quindi esce di casa con Claire a parlare per un po': nella serenità del discorso, egli afferma che la famiglia folle di Claire gli piace molto. Nel frattempo, Jeremy fa spesso l'amore con Gloria, la quale si dimostra sempre più opprimente (arrivando anche a legarlo al letto nel sonno e approfittarsi della situazione) tenendolo quasi in ostaggio mentre lui vorrebbe liberarsene tornando a casa, ma John rifiuta perché crede di avere ancora delle possibilità con Claire e di non potercela fare da solo.
Intanto Claire inizia ad affezionarsi sempre di più a John, ma Sack inizia ad avere dei sospetti e chiede a un amico di farsi aiutare tramite un investigatore privato a scoprire di più sulla vera identità dei due imbucati e sul loro gioco. La mattina dopo, John e Claire passano ancora del tempo insieme ed entrambi si sentono molto vicini l'uno all'altra, ma a pranzo, Sack annuncia a sorpresa che lui e Claire si sposeranno. Poco dopo John decide di dire la verità a Claire e anche di essere innamorato di lei. Gloria rivela a Jeremy di non aver perso la verginità con lui e di averlo detto solo perché agli uomini piace sentirselo dire, lasciandolo di stucco. Jeremy allora si confida con Padre O'Neil, rivelandogli la verità su lui e Gloria e dicendo che, nonostante lei sia assolutamente svitata, gli piace da morire. Sack, dopo aver ottenuto le informazioni sui due infiltrati dall'investigatore privato, le rivela alla famiglia, con la madre del segretario che fa scappare Jeremy a fucilate. Obbliga anche John, picchiandolo, a confessare tutto, quindi lui e Jeremy vengono cacciati di casa, anche se a Gloria non importa che Jeremy abbia mentito. Nei seguenti quattro mesi i due tornano alla loro vita normale, anche se John cerca in ogni modo di ricontattare Claire senza successo. Una sera, John scopre che la famiglia Cleary festeggia il fidanzamento di Claire e Sack in un ristorante, chiede a Jeremy di travestirsi entrambi da camerieri e malgrado quest'ultimo cerchi di fargli capire che questa storia finirà male, John non lo ascolta e gli impone di andare con lui e Jeremy si rassegna.
La sera, però, Jeremy non si presenta e John, travestito da cameriere, viene beccato di nuovo da Sack che lo picchia e lo butta fuori, minacciandolo di morte se si riavvicinerà a Claire. John, inoltre, scopre che l'amico frequenta ancora Gloria e che per stare con lei che non è andato con lui al ristorante. Jeremy gli rivela di essere innamorato di Gloria e John, depresso e arrabbiato, se ne va insultandolo. Da qui, John cade in depressione e va a tanti matrimoni da solo, combinando un disastro dopo l'altro, finché il giorno del suo compleanno Jeremy si presenta di nuovo da lui; i due amici sembrano fare pace, fino a quando Jeremy non informa l'amico che si sposerà con Gloria e che lui dovrà fare da testimone, ma John rifiuta e, arrabbiato, lo caccia. Jeremy, però, non cerca un altro testimone perché non può essere nessun altro se non il suo migliore amico. Claire, nel frattempo, è sconvolta dal fatto che sua sorella voglia sposarsi dopo così poco tempo con Jeremy – lei e Sack sono stati insieme per quasi quattro anni prima di annunciare il matrimonio – e suo padre le ricorda semplicemente che Gloria vuole avere ciò che desidera immediatamente perché è una persona decisa che sa quel che vuole. Ciò mette in evidenza invece l'insoddisfazione di Claire, che è sempre stata molto attenta a prendere le decisioni in modo ponderato per tutta la sua vita, senza mai lasciarsi trasportare dalle emozioni di slancio.
John va a trovare il vecchio amico e mentore di Jeremy sull'imbucarsi ai matrimoni, Chazz. Quest'ultimo gli rivela di aver iniziato a imbucarsi ai funerali invece che ai matrimoni perché lì è estremamente più facile rimorchiare. John è molto perplesso e inquietato, ma Chazz lo trascina a un funerale insieme a lui: vedendo una donna soffrire per la morte del marito, John pensa di non poter farsi sfuggire la donna che ama, così corre da Jeremy in tempo per il matrimonio. Qui, John cerca di parlare con Claire durante le nozze, disturbando la cerimonia e spingendola a volersene andare, ma John le spiega di esser sempre stato sé stesso con lei e che tutto ciò che provava e gli piaceva di lei era vero. John dichiara il suo amore per Claire e le chiede di concedere a entrambi un'occasione. Claire dice a Sack di non poterlo sposare, ma Sack si arrabbia e la ignora finché il padre di Claire non dice ciò che pensa: malgrado Sack gli piaccia, la cosa a cui tiene di più è la felicità di sua figlia e la sosterrà anche stavolta. Sack, infuriato, insulta sia la fidanzata che il padre, dopodiché tenta di picchiare di nuovo John, ma Jeremy lo ferma stendendolo per primo con un pugno. Jeremy e Gloria si sposano, John e Claire possono finalmente stare insieme e partono insieme agli sposini, decidendo, per festeggiare il matrimonio, di imbucarsi tutti e quattro alle nozze di qualcun altro.

## Incassi
Il film è stato uno dei più grandi successi al botteghino per il gruppo comico Frat Pack, incassando 288 milioni di dollari nel mondo, di cui 209 nei soli USA.

## Riconoscimenti
- 2006 - Empire Award
  - Nomination Miglior commedia
- 2006 - MTV Movie Award
  - Miglior film
  - Miglior performance di gruppo a Vince Vaughn e Owen Wilson
  - Miglior performance rivelazione a Isla Fisher
  - Nomination Miglior performance comica a Owen Wilson
  - Nomination Miglior performance comica a Vince Vaughn
- 2005 - Critics' Choice Movie Award
  - Nomination Miglior film commedia
- 2005 - St. Louis Film Critics Association
  - Miglior film d'animazione/commedia/musicale
- 2005 - Teen Choice Award
  - Miglior film dell'estate
- 2006 - Teen Choice Award
  - Miglior attrice in un film commedia a Rachel McAdams
  - Nomination Miglior evasione femminile a Isla Fisher
  - Nomination Miglior fischio a Isla Fisher
  - Nomination Miglior bacio a Rachel McAdams e Owen Wilson
- 2006 - Eddie Award
  - Nomination Miglior montaggio in un film commedia o musicale a Mark Livolsi
- 2006 - Artios Award
  - Miglior casting per un film commedia a Lisa Beach e Sarah Katzman
- 2006 - Golden Trailer Awards
  - Miglior commedia
- 2005 - Hollywood Film Festival
  - Miglior attrice all'avanguardia a Rachel McAdams
- 2006 - People's Choice Award
  - Miglior film commedia
  - Miglior coppia a Owen Wilson e Vince Vaughn
- 2005 - Golden Schmoes Awards
  - Nomination Commedia dell'anno
  - Nomination Sorpresa più grande dell'anno
  - Nomination Film più sopravvalutato dell'anno